# Геохімічна класифікація елементів
Геохімічна класифікація елементів (англ. geochemical classification of elements; нім. geochemische Elernentenklassifizierung f) — класифікація хімічних елементів на основі спільних закономірностей поведінки в геологічних процесах. Таких класифікацій існує декілька. Загальноприйнятими є класифікації В. І. Вернадського (1922, 1927) і В. М. Гольдшмідта (1924).

## За поширеністю

### Петрогенні
У природі зустрічаються 89 елементів з  періодичної таблиці Менделєєва (не рахуючи радіоактивних короткоживучих елементів, виявлених у слідових кількостях). Однак в метеоритах, на Землі і планетах земної групи в переважній більшості випадків породи та мінерали на 99% складені з 12 елементів, званими петрогенними ( петро  — порода,  ген  — походження). Це елементи: O, Si, Ti, Al, Mg, Fe, Ca, K, Mn, P, Na, C.

### Рідкісні
Всі інші елементи відносяться до рідкісних або розсіяних елементам. Принципова різниця між петрогенними і рідкісними елементами полягає в тому, що петрогенні елементи визначають фазовий (мінеральний) склад системи, в той час як рідкісні елементи входять в ці фази у вигляді домішок і пасивно розподіляються між існуючими фазами, але не впливають на їх вміст і стійкість . У цього правила є винятки. Так, стронцій навіть у невеликих кількостях сильно впливає на стійкість кальцита/арагоніта. З іншого боку, при появі в системі мінералів, в яких рідкісний елемент основний, наприклад у випадку кристалізації циркона чи монацита, такий елемент поводиться як петрогенний елемент.

## За роллю в будові організмів
У біогеохімії прийнятий поділ елементів по їх ролі в будові живих організмів.

### Макроелементи
Елементи, (концентрація — від 10 до 0,001% маси тіла, — 60% у клітині) вміст яких в живих організмах складає більшість. Це кисень, водень, вуглець, азот, фосфор, калій, кальцій, сірка, магній, натрій, хлор, залізо та ін. Ці елементи складають плоть живих організмів.

### Мікроелементи
Елементи, (концентрація — від 0,001 до 0,000001% маси тіла, — 30% у клітині) вміст яких малий, але вони беруть участь у біохімічних процесах і значною мірою визначають самопочуття живих організмів. За сучасними даними більше 30 мікроелементів вважаються необхідними для життєдіяльності рослин і тварин. Серед них алюміній, цинк, кобальт, залізо, йод, селен, мідь, молібден, бром, фтор.

### Ультрамікроелементи
Елементи (концентрація — 0,000001 маси тіла, — 10% у клітині) яких найменше в організмах живих істот, до них відносять золото, срібло, які надають бактерицидну дію, ртуть, подавляючу зворотнє всмоктування води в ниркових канальцях, впливаючи на ферменти . Також до ультрамікроелементів відносять платину і цезій. Деякі до цієї групи відносять і селен, при його нестачі розвиваються ракові захворювання. Функції ультрамікроелементів ще маловідомі.

## За Вернадським
В основу своєї класифікації Вернадський поклав 4 принципи, що визначають історію елементів у земній корі:
- хімічну активність,
- участь в циклічних процесах у біосфері,
- перевага розсіяного стану,
- висока радіоактивність.

Ним були виділені групи:
- благородних газів (Не, Ne, Аг, Кг, Хе);
- благородних металів (Ru, Rh, Pd, Os, lr, Pt, Au, Ag);
- циклічних елементів (Н, Na, K, Cu, Mg, Ca, Zn, В, Al, C, Si, Ti, Zr, Pb, N, Р, V, O, S, Cr, Mo, F, Cl, Mn, Fe, Co, Ni і інш.);
- розсіяних елементів (Li, Rb, Cs, Sc, Y, Ga, In, TI, Br, J);
- сильнорадіоактивних елементів (Po, Rn, Ra, Ac, Th, Pa, U);
- рідкісноземельних елементів (La, Се, Pr, Nd, Sm, Eu, Gd, Tb, Dy, Ho, Er, Tm, Yb, Lu).

## За Гольдшмідтом
Гольдшмідт поділив всі елементи на групи відповідно до стійкості різних типів їхніх сполук у природі. У основу були покладені закони розподілу елементів за трьома принциповими фазами метеоритів: силікатною (кисневою), сульфідною і металевою. «Еталоном», відносно якого класифікують всі елементи, є Fe — елемент з високою поширеністю, що входить до складу всіх принципових фаз метеоритів.
Відповідно виділені:
- літофільні елементи, які збагачують силікати (О, Li, Na, К, Rb, Cs, Be, Mg, Ca, Sr, Ba, В, Al, Y, TR, Si, Ti, Zr, Hf, Th, U, Nb, Та, W і інш.);
- халькофільні елементи, що збагачують сульфіди (S, Se, Те, As, Sb, Bi, Cu, Ag, Zn, Cd, Hg, In, TI та інші), і
- сидерофільні елементи, що збагачують металічну фазу (Ni, Со, Р, С, Ru, Rh, Pd, Os, lr, Pt, Au, Mo).

Ряд елементів з проміжними властивостями потрапили в декілька груп: Ga, Ge, Sn, Nb, Та, W. Крім того, Гольдшмідт виділив додаткові групи елементів:
- атмофільні елементи, для яких в умовах земної поверхні характерний газоподібний стан і накопичення в атмосфері (Н, N, С, О, Cl, Br, J та інертні гази), і
- біофільні елементи[nl], що є головними компонентами організмів (С, Н, О, N, Р, S, Cl, J, В, Ca, Mg, К, Na, V, Mn, Fe, Cu).

Повторення елементів у різних групах природне, оскільки при виділенні додаткових груп використані різні принципи. Ця класифікація дозволяє передбачити головний тип хімічних сполук елементів у природі і тим самим чинники, що приводять до їхньої концентрації.
Так, халькофільні елементи концентруються у вигляді компонентів сульфідних руд, більшість сидерофільних елементів (Au, група Pt) концентруються в самородному стані; літофільні елементи нагромаджуються в складі головних або другорядних мінералів магматичних і осадових порід.

### Таблиця
|            | 1          |            |            |          |          |          |          |          |          |          |          |          |           |          |           |          |           | 18        |  |  |  |  |  |  |  |
| 1          | 1 H        | 2          |            |          |          |          |          |          |          |          |          |          | 13        | 14       | 15        | 16       | 17        | 2 He      |  |  |  |  |  |  |  |
| 2          | 3 Li       | 4 Be       |            |          |          |          |          |          |          |          |          |          | 5 B       | 6 C      | 7 N       | 8 O      | 9 F       | 10 Ne     |  |  |  |  |  |  |  |
| 3          | 11 Na      | 12 Mg      | 3          | 4        | 5        | 6        | 7        | 8        | 9        | 10       | 11       | 12       | 13 Al     | 14 Si    | 15 P      | 16 S     | 17 Cl     | 18 Ar     |  |  |  |  |  |  |  |
| 4          | 19 K       | 20 Ca      | 21 Sc      | 22 Ti    | 23 V     | 24 Cr    | 25 Mn    | 26 Fe    | 27 Co    | 28 Ni    | 29 Cu    | 30 Zn    | 31 Ga     | 32 Ge    | 33 As     | 34 Se    | 35 Br     | 36 Kr     |  |  |  |  |  |  |  |
| 5          | 37 Rb      | 38 Sr      | 39 Y       | 40 Zr    | 41 Nb    | 42 Mo    | (43) Tc  | 44 Ru    | 45 Rh    | 46 Pd    | 47 Ag    | 48 Cd    | 49 In     | 50 Sn    | 51 Sb     | 52 Te    | 53 I      | 54 Xe     |  |  |  |  |  |  |  |
| 6          | 55 Cs      | 56 Ba      | 57-71 Lan  | 72 Hf    | 73 Ta    | 74 W     | 75 Re    | 76 Os    | 77 Ir    | 78 Pt    | 79 Au    | 80 Hg    | 81 Tl     | 82 Pb    | 83 Bi     | 84 Po    | 85 At     | 86 Rn     |  |  |  |  |  |  |  |
| 7          | 87 Fr      | 88 Ra      | 89-103 Act | (104) Rf | (105) Db | (106) Sg | (107) Bh | (108) Hs | (109) Mt | (110) Ds | (111) Rg | (112) Cn | (113) Uut | (114) Fl | (115) Uup | (116) Lv | (117) Uus | (118) Uuo |  |  |  |  |  |  |  |
|            |            |            |            |          |          |          |          |          |          |          |          |          |           |          |           |          |           |           |  |  |  |  |  |  |  |
| Лантаноїди | Лантаноїди | Лантаноїди | 57 La      | 58 Ce    | 59 Pr    | 60 Nd    | (61) Pm  | 62 Sm    | 63 Eu    | 64 Gd    | 65 Tb    | 66 Dy    | 67 Ho     | 68 Er    | 69 Tm     | 70 Yb    | 71 Lu     |           |  |  |  |  |  |  |  |
| Актиноїди  | Актиноїди  | Актиноїди  | 89 Ac      | 90 Th    | 91 Pa    | 92 U     | (93) Np  | (94) Pu  | (95) Am  | (96) Cm  | (97) Bk  | (98) Cf  | (99) Es   | (100) Fm | (101) Md  | (102) No | (103) Lr  |           |  |  |  |  |  |  |  |

| Атмофільні | Халькофільні | Літофільні | Сидерофільні | рідкісні та/або відсутні у природі |